# Salmo 2
O Salmo 2 é o segundo salmo do Livro dos Salmos, que na versão em Português, traduzida por João Ferreira de Almeida e disponível em domínio público, se inicia com o versículo: "Por que se amotinam as nações, e os povos tramam em vão?". Em latim, é conhecido como "Quare fremuerunt gentes". O Salmo 2 apresenta identificação de seu autor, mas de acordo com o livro dos Atos 4:24–26 no Novo Testamento, sua autoria é atribuída a Davi.  De acordo com o Talmud, o Salmo 2 é uma continuação do Salmo 1.
O salmo é uma parte regular das liturgias judaicas, católicas, luteranas, anglicanas e outras liturgias protestantes.

## Texto

### Versão da Bíblia Hebraica
Texto na língua hebraica do Salmo 2:
| Versículo | hebraico                                                 |
| --------- | -------------------------------------------------------- |
| 1         | לָמָּה רָֽגְשׁ֣וּ גוֹיִ֑ם וּ֜לְאֻמִּ֗ים יֶהְגּוּ־רִֽיק                            |
| 2         | יִֽתְיַצְּב֨וּ \| מַלְכֵי־אֶ֗רֶץ וְרֽוֹזְנִ֥ים נֽוֹסְדוּ־יָ֑חַד עַל־יְ֜הֹוָה וְעַל־מְשִׁיחֽוֹ   |
| 3         | נְֽנַתְּקָה אֶת־מֽוֹסְרוֹתֵ֑ימוֹ וְנַשְׁלִ֖יכָה מִמֶּ֣נּוּ עֲבֹתֵֽימוֹ                   |
| 4         | יוֹשֵׁ֣ב בַּשָּׁמַ֣יִם יִשְׂחָ֑ק אֲ֜דֹנָ֗י יִלְעַג־לָֽמוֹ                            |
| 5         | אָ֚ז יְדַבֵּ֣ר אֵלֵ֣ימוֹ בְאַפּ֑וֹ וּבַ֖חֲרוֹנ֥וֹ יְבַֽהֲלֵֽמוֹ                        |
| 6         | וַֽאֲנִֽי נָסַ֣כְתִּי מַלְכִּ֑י עַל־צִ֜יּ֗וֹן הַר־קָדְשִֽׁי                          |
| 7         | אֲסֲַסְַּרָ֗ה אֶ֫ל ֹֹֹ֥֥֥ יְהֹוָ֗ה אָמַ֣ר אֵ֖לַי בְְִּּ֣י אַ֑תָּה אֲֲִ֜֜֗י הַיּ֥וֹֹ יְלְִִתִּֽיךָ               |
| 8         | שְׁאַ֚ל מִמִֶֶּּּ֗֗י וְאֶתְְָּּ֣ה ג֖וֹיִִ ֲַַַֽֽֽלָתֶ֑ךָ וַֽ֜אֲֲֻזָּֽתְךָ֗ אְַַסֵי-אָֽרֶץ                       |
| 9         | תְּרֹעֵֽם בְּשֵׁ֣בֶט בַּרְזֶ֑ל כִּכְלִ֖י יוֹצֵ֣ר תְּנַפְּצֵֽם                           |
| 10        | וְעַתָּה מְלָכִ֣ים הַשְׂכִּ֑ילוּ הִ֜וָּֽסְר֗וּ שֹׁ֣פְטֵי אָֽרֶץ                         |
| 11        | עִבְד֣וּ אֶת־יְהֹוָ֣ה בְּיִרְאָ֑ה וְ֜גִ֗ילוּ בִּרְעָדָֽה                           |
| 12        | נַשְּׁקוּ־בַ֡ר פֶּן־יֶאֱנַ֚ף \| וְתֹ֬אבְְוּ ֶֶ֗֗רֶךְ כִּֽי-יִבְְַ֣ר כִּמְְַ֣ט אַַּ֑וֹ אַ֜שְׁרֵ֗י כָּל-֥֥וֹסֵי בֽוֹ |

### Versão João Ferreira de Almeida Recebida
Texto na língua Portuguesa do Salmo 2:
1. Por que se amotinam as nações, e os povos tramam em vão?
2. Os reis da terra se levantam, e os príncipes juntos conspiram contra o Senhor e contra o seu ungido, dizendo:
3. Rompamos as suas ataduras, e sacudamos de nós as suas cordas.
4. Aquele que está sentado nos céus se rirá; o Senhor zombará deles.
5. Então lhes falará na sua ira, e no seu furor os confundirá, dizendo:
6. Eu tenho estabelecido o meu Rei sobre Sião, meu santo monte.
7. Falarei do decreto do Senhor; ele me disse: Tu és meu Filho, hoje te gerei.
8. Pede-me, e eu te darei as nações por herança, e as extremidades da terra por possessão.
9. Tu os quebrarás com uma vara de ferro; tu os despedaçarás como a um vaso de oleiro.
10. Agora, pois, ó reis, sede prudentes; deixai-vos instruir, juízes da terra.
11. Servi ao Senhor com temor, e regozijai-vos com tremor.
12. Beijai o Filho, para que não se ire, e pereçais no caminho; porque em breve se inflamará a sua ira. Bem-aventurados todos aqueles que nele confiam.

## Usos

### Novo Testamento
Alguns versículos do Salmo 2 são referenciados no Novo Testamento:
- Versículos 1-2: em um fala atribuída a Pedro e João em Atos 4:25-26.[4]
- Versículo 7: em Atos 13:33; Hebreus 1:5; Hebreus 5:5.[4]
- Versículos 8-9: em Apocalipse 2:26,27; 12:5; 19:15.[4]